# Наочна агітація
Наочна агітація — форма комунікації, спрямована на поширення та популяризацію світоглядних, політичних, соціальних, духовних, культурних, громадянських позицій як серед широких верств населення, так і окремих цільових груп суспільства. 
Це форма візуального комунікативного впливу, що створює активне образно-емоційне середовище, у якому зміст агітаційної ідеї за допомогою візуалізованої інформації стимулює роботу уяви, формує асоціативні зв'язки між зоровими образами та характером запропонованих понять. Основними критеріями наочної агітації є наявність виразного змісту, легкість сприйняття та розуміння головної тези, а також емоційне образно-візуальне втілення ідеї у поєднанні з текстовою інформацією.

## Особливості
Ефективне сприйняття об'єктів наочної агітації потребує вмілого й усвідомленого застосування міждисциплінарних знань і практик, що враховують сучасні змістові й формальні тенденції художнього узагальнення ідей, явищ, подій і соціальних проблем. Важливу роль відіграє професійно сформоване об'ємно-просторове середовище, оригінальне використання композиційних закономірностей при проєктуванні як цілісної структури, так і її елементів. Досягнення очікуваного ефекту значною мірою залежить від обґрунтованого розміщення об'єктів наочної агітації відповідно до специфіки локації (функціональне призначення місця, інтенсивність пішохідних і транспортних потоків, ступінь візуальної акцентності тощо).
Особливе значення у наочній агітації має шрифт, що використовується в усіх її засобах з метою точного передання настроєвих характеристик змісту — пафосу, патетики, романтики, лірики, гумору, сатири тощо. Зміст і форма зображення та тексту в наочній агітації зазвичай мають політичний, виховний або рекламний характер. Найактивніше наочну агітацію застосовують у сфері торгівлі та політичної реклами. У країнах із тоталітарним режимом вона виступала інструментом пропаганди державної ідеології.

## Різновиди
- Агітплакат
- Агітпорцеляна
- Агіттеатр
- Агітфільм
- Агітлистівка
- Агітснаряд
- Агітпоїзд
- Агітпароплав
- Агітбригада
- Агітфільм
- Агіттекстиль(інші мови)
- Агітбесідка — бесідка, призначена для ведення агітаційної роботи та культурного відпочинку в польових умовах.